# Station Hirson-Écoles
Station Hirson-Écoles is een spoorwegstation in de Franse gemeente Hirson.

## Foto's

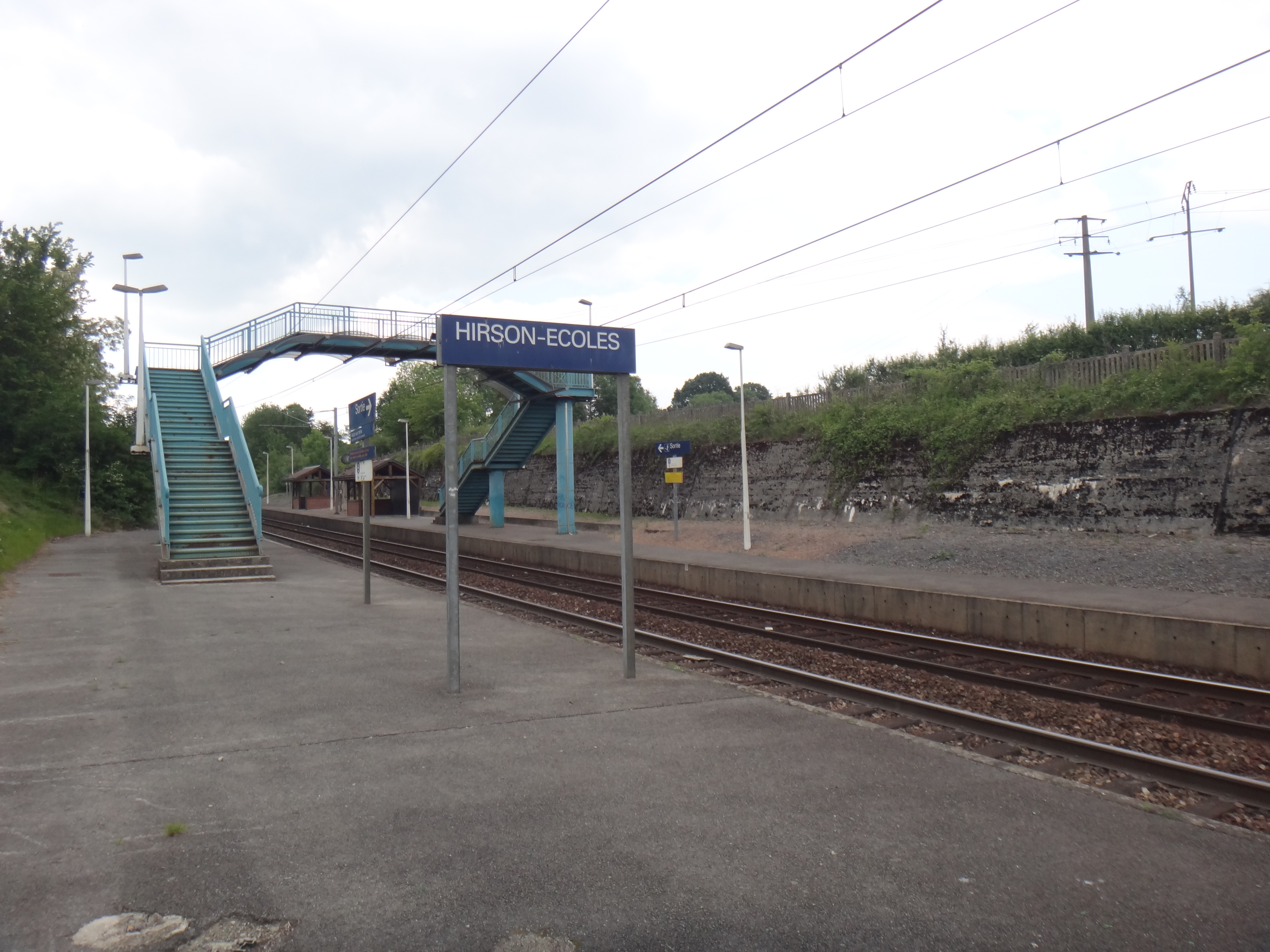